# Arthur Coulin
Arthur Coulin (n. 20 septembrie 1869, Sibiu, Austro-Ungaria – d. 9 noiembrie 1912, Heidelberg, Imperiul German) a fost un pictor sas transilvănean. A studiat pictura la Graz, München, Budapesta și Roma. După părerea specialiștilor, Arthur Coulin a fost unul dintre cei mai importanți și mai valoroși pictori transilvăneni ai sfârșitului de secol al XIX-lea și începutul secolului al XX-lea, un adevărat deschizător de drumuri în pictura românească.
În ansamblu, întreaga operă a lui Arthur Coulin relevă o predispoziție a sa pentru portretistică și o preocupare asiduă pentru redarea figurii umane. Definitorie pentru opera sa este puternica influență a naturalismului german al sfârșitului de secol XIX, precum și al artei maeștrilor școlii muncheneze Leibl și Feuerbach.
Activitatea sa nu s-a limitat la pictură sau teoria artei, ci a cuprins și areale colaterale cum ar fi proiecte de mobilier modern, editare de reviste culturale, sistematizare urbană sau grafica de carte.

## Istoricul familiei Coulin

### Prima generație
Pe vremea Revoluției franceze, lângă Marsilia, în localitatea Cassis, locuia căpitanul de vas Jean Jacques Coulin. Împreună cu familia sa, Jean Jacques a evitat ravagiile pe care revoluția le-a făcut pe tot întinsul Franței. O dată cu venirea la putere a lui Napoleon Bonaparte s-a declanșat o adevărată efervescență în rândurile tinerilor, aceștia înrolându-se ca voluntari în armata imperială. Căpitanul și-a trimis pe cei trei fii ai săi în Austria, prin Elveția. Prin această alegere conservatoare a fost declanșat un act care s-a dovedit a fi culturalizator, pe parcursul unui întreg secol. Pe vremea aceea, dacă erai un francez educat și școlit, aveai porțile deschise din Europa până-n Rusia. Toată "Lumea Bună" vorbea franceza.
Cu ocazia Congresului de la Viena din anul 1815, D. Claude Coulin, cel mai mare dintre frați, a luat legătura cu delegația guvernamentală care reprezenta Principatele Române și a fost angajat ulterior în cadrul serviciilor acesteia. Delegația avea reprezentanți de seamă, cum au fost boierii Gheorghe Bibescu, care a urmat ca domnitor, și Grigore Alexandrescu care-l menționează pe Claude, într-o scrisoare datată în anul 1819, ca însoțitor în cadrul unei călătorii comune, din Viena spre București, cu o caleașcă a poștei austriece. Ca urmare a funcției pe care o obține ca traducător și secretar al Ministerului pentru Afaceri Externe, Claude s-a stabilit la București. În această perioadă, Țările Române își începeau timid primii pași spre modernitate și domniile fanariote își trăiau ultimele clipe. Ca urmare a influențelor externe, boierimea autohtonă a început să renunțe la narghilele, șalvari și caftane.
O dată cu venirea Revoluției din 1821 când s-au dus lupte grele între Eteria lui Ipsilanti și Tudor Vladimirescu, Claude Coulin, împreună cu boierii care făceau parte din guvern, se refugiază la Brașov. Aici predă franceza și o cunoaște pe Maria Painer, fiica ceasornicarului Paul Painer, cu care se căsătorește. Paul Painer era originar din Austria, regiunea Carintia, și emigrase la Brașov din cauza orientării sale religioase, lutherane. El deținea un atelier de ceasuri în Sibiu și unul în Brașov și era responsabilul principal cu orologiile publice din aceste orașe.
Claude Coulin avansează în cadrul Ministerului pentru Afaceri Externe, la funcția de șef de secție pentru Franța și Rusia, moment în care colaborează cu generalul Kiseleff la elaborarea primei constituții - Regulamentul Organic. Pentru munca depusă, Claude a primit o primă de 10.000 de piaștrii și a fost decorat cu Ordinul Sfânta Ana de către ruși.
Situația politico - economică din Țara Românească deteriorându-se, Claude și Maria au decis ca familia să se mute la Sibiu în casa ceasornicarului Painer de pe Heltauergasse (astăzi str. N. Bălcescu). Aici, la Sibiu, se nasc ultimii patru copii ai săi, primii trei văzând lumina zilei la București. În tot acest timp, Claude Coulin muncește la București. Ultimii trei ani ai vieții îi petrece la Sibiu, el pensionându-se în anul 1845, decesul având loc în anul 1848 la vârsta de 65 de ani. Lasă în urma sa șase copii minori (Constantin, Gregoire, Alexandrine, Coralie, Georges, Nikolaus) și a fost înmormântat în cimitirul catolic din Sibiu, care pe vremea comuniștilor a fost jefuit, ulterior cimitirul dispărând sub roțile buldozerelor. Soția sa a continuat după moartea sa să vândă ceasuri. După un timp vinde casa pentru a putea oferi copiilor săi o educație serioasă.

### A doua generație
- Constantin Coulin (n. 1829 – d. 1859) și Grégoire Coulin (n. 1832 – d. 1866) au murit în armata austriacă având gradul de căpitani.[6]
- Alexandrine Coulin (n. 1834 – d. 1865) și Coralie Coulin (n. 1837 – d. 1927) după ce au absolvit liceul, au plecat la București unde au fost doamne de societate și au predat germana și franceza la diferite familii boierești. Coralie a fost profesoară de franceză, angajată în cadrul Ministerului Învățământului și în timpul liber participa și conducea cenacluri literare în limba franceză. A ajuns, chiar, să țină prelegeri la curtea reginei Carmen Sylva. Ca urmare a activității ei culturale, Coralie a făcut parte din grupul primelor femei care au primit ordinul "Steaua României". S-a stins din viață în anul 1927 la București și a fost înhumată alături de fratele ei Georges.[7]
- Georges Coulin (n. 1839 – d. 1879) a absolvit cursurile Liceului Brukenthal din Sibiu cu "Magna cum laude". O dată cu unirea Principatelor Române, Georges s-a mutat la București și s-a angajat în cadrul Ministerului de Interne. Ulterior, datorită meritelor sale deosebite, Georges a devenit secretarul personal al regelui Carol de Hohenzollern. Ca urmare a funcției deosebite pe care a avut-o, Georges se remarcă în activități de reprezentare oficiale precum și în cele particulare ale Casei Regale a României. A avut un rol important în construirea și amenajarea Castelului Peleș. Pentru meritele sale, regele Carol I i-a făcut numeroase cadouri și a primit numeroase ordine și decorații cum ar fi, printre altele, "Steaua României" și "Apărătorii Independenței". Georges Coulin a murit la vârsta de 40 de ani, în anul 1879, regele dând dispoziția să fie înhumat în partea catolică a Cimitirului Bellu. Mormântul a fost încoronat cu un sicriu de bazalt. Din cauză că drapajul era făcut din cositor care-l acoperea aproape în totalitate, acesta a fost furat în perioada comunistă.[8]
- Nikolaus Coulin (n. 1842 – d. 1880) cu ocazia obținerii unei burse de studii, urmează cursurile Academiei de Drept din Sibiu și după absolvirea acesteia își găsește un post în Brașov. Foarte apreciat pe plan profesional, Nikolaus a activat și pe planul social și cultural. El a fost singurul dintre frați care s-a căsătorit cu o anume Rosa Mathias, fiica unui judecător renumit din Sibiu, J.J. Mathias.[9]

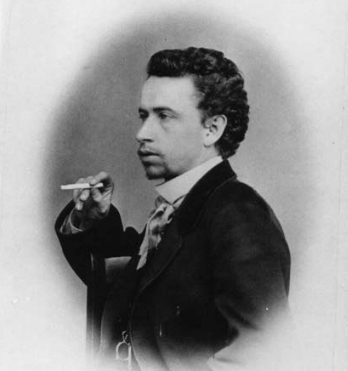
Georges Coulin
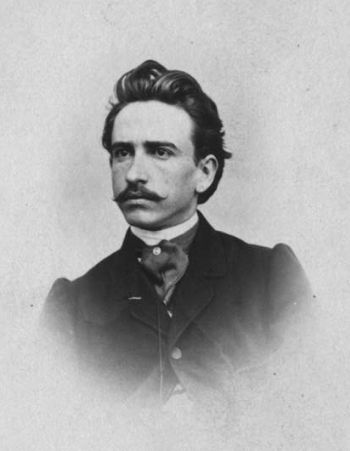
Nikolaus Coulin
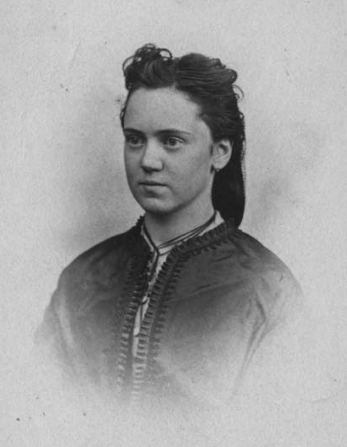
Rosa Coulin (Mathias)

### A treia generație
Nikolaus Coulin și Rosa Mathias au avut patru copii, toți băieți, care s-au născut la Brașov pe strada Postăvarului de astăzi, Neue Spitalsgasse pe atunci. Aceștia au fost Arthur (n. 20 noiembrie 1869), Egon (n. 1871), Alfred (n. 1876) și Georg (n. în 1880, după moartea lui Nikolaus). Rosa Mathias, care a primit o zestre de nuntă generoasă care consta și dintr-o casă pe strada Tribunei (pe atunci Quergasse) din Sibiu, se mută cu copii săi la Sibiu după moartea fulgerătoare a lui Nikolaus la numai 38 de ani. Ea este sprijinită de către tatăl ei J.J. Mathias și va purta doliu toată viața. Toți băieții desenau bine și în casa din Sibiu se făceau acuarele și portrete. Cel mai talentat și creativ a fost Arthur care a fost iubit de toată lumea pentru firea lui prietenoasă. Cariera artistică a lui Arthur Coulin a fost aleasă de către acesta împotriva voinței mamei lui.

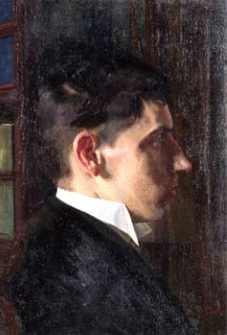
Egon Coulin, portret
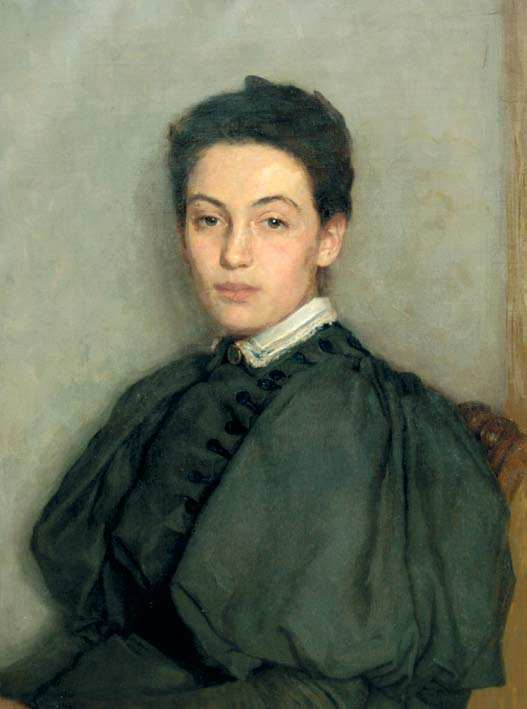
Olga Fogaracher, portret
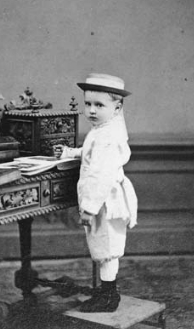
Arthur Coulin în vremea copilăriei

## Biografie Arthur Coulin

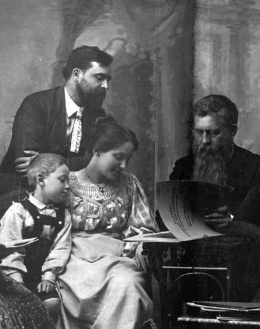
Arthur Coulin, soția Olga și Friedrich Mieß

În orașul Sibiu s-a născut la data de 20 septembrie 1869, Arthur Coulin fiul lui Nikolaus Coulin și al Rosei Karolina, născută Mathias. Primii ani de școală îl găsesc pe Arthur în orașul Brașov, studii pe care le face în perioada anilor 1881 - 1880. După moartea tatălui său petrecută în anul 1880, întreaga familie se întoarce-n Sibiu. Arthur Coulin a fost determinat să urmeze o carieră artistică de către starea de emulație culturală creată în acea vreme la Sibiu de către profesorul Carl Dörschlag ale cărui merite în inițierea și atragerea spre artă a tinerei generații sunt de necontestat. Aici, Arthur Coulin se înscrie la cursurile Gimnaziului Evanghelic, primește lecții de desen de la maestrul Carl Dörschlag și este coleg cu Fritz Schullerus, Octavian Smigelschi și Robert Wellmann. Bacalaureatul îl susține în anul 1888, an în care participă la prima expoziție autohtonă de la Sibiu. În anul 1888, se înscrie la Școala Stiriană de Arte și Meserii de la Graz (în germană Steirische Kunst und Gewerbeschule). O dată cu venirea anului 1889, Arthur Coulin împreună cu Robert Wellmann și Fritz Schullerus vor fi prezenți la Academia de Arte Frumoase din München (în germană Königlich Bayerischen Akademie der Bildenden Künste) la clasa profesorului Gabriel Hackl. După un an, în 1890, se transferă la clasa de pictură a lui Ludwig von Löfftz, pentru ca să revină la Sibiu în anul 1891, forțat de lipsa mijloacelor materiale necesare continuării studiilor. Modul de a picta, stilul inconfundabil al lui Arthur Coulin se va cizela o dată cu trecerea timpului, prin propriile eforturi precum și prin impulsurile și sfaturile marilor maeștrii în preajma cărora a trăit și a lucrat. Cunoștințele acumulate la Academia din München de la profesorii săi, s-au impus în pictura sa și vor rămâne recognoscibile în întreaga sa operă. Profesorul Hackl îl învață să stăpânească și să controleze linia și Löfftz îi cizelează desenul, îl învață să-și perfecționeze pictura de nuduri precum și să obțină o tehnică rafinată orientată pentru detaliu în portretistică.
Anul 1892 este hotărâtor pentru Arthur Coulin, deoarece se mută la Budapesta, unde-și găsește o slujbă într-un atelier fotografic și o întâlnește pe violonista Olga Fogarascher de care se îndrăgostește și cu care se căsătorește în anul 1897. Participă la Salonul de Iarnă al Asociației Artelor Plastice cu lucrarea „În fața samovarului” în anul 1898, ocazie cu care câștigă o bursă de stat. Un an mai târziu își petrece vara la Colonia artistică de la Baia Mare. Primind o nouă bursă de stat, în 1900, călătorește în Italia unde lucrează împreună cu Robert Wellmann în colonia artistică de la Cervara di Roma.
Revine din Italia în anul 1901 și se stabilește la Brașov unde deschide o mulțime de expoziții personale la Sibiu, Brașov și Sighișoara. Are contacte multiple cu mulți artiști transilvăneni și lucrează alături de Friedrich Mieß în atelierul său din Brașov. Fondează, în anul 1903, împreună cu Adolf Meschendörfer și Ernst Kühlbrandt, Societatea Prietenilor Artei. Tot acum, tabloul „Țărănci din Țara Bârsei” este achiziționat de către Muzeul Brukenthal din Sibiu. În 1904 publică articolul „Arta noastră plastică” (în germană Unsere bildende Kunst) și începe cu Octavian Smigelschi colaborarea la realizarea iconostasului și a picturii murale a catedralei ortodoxe din Sibiu. Athur Coulin se numără printre fondatorii „Asociației Sebastian Hann”. Călătorește la Viena (1905), München (1907) și Berlin (1908) unde câștigă premiul Fraknói și apoi se mută la Roma. O dată cu apariția revistei Die Karpathen, Arthur Coulin se va număra printre colaboratorii importanți ai ei.
În anul 1909 participă la expoziția de portrete a „Asociației Sebastian Hann” de la Sibiu și la mai multe expoziții personale organizate în Budapesta. Periplul expozițional continuă și în anul următor, Arthur Coulin participând la marea expoziție de artă de la Berlin precum și la expoziția „Asociației Sebastian Hann” de la Sighișoara și la expoziția de iarnă de la Budapesta. Anul următor, Coulin finalizează lucrarea destinată altarului din Brădeni, denumită „Cina cea de Taină”.
În ultimul an al vieții sale, Arthur Coulin este supus la două intervenții chirurgicale în vederea tratării cancerului de limbă de care suferea. Călătorește la Stettin și Sibiu și termină lucrarea „Zrinyi la Roma”. Încetează din viață la data de 9 noiembrie 1912, la Heidelberg, Germania.

## Opera

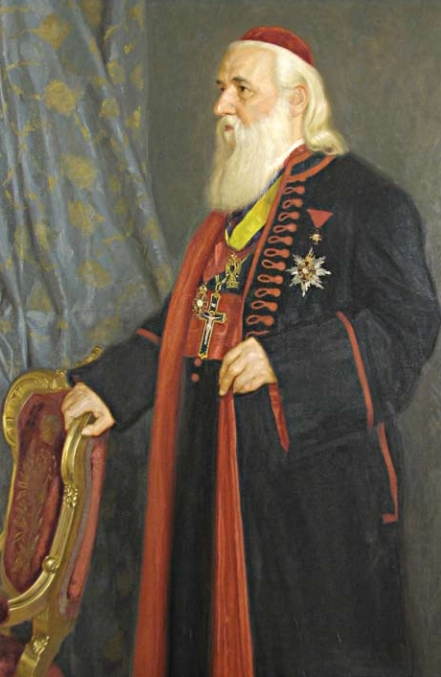
Mitropolitul Ioan Mețianu

Arthur Coulin a avut o activitate multilaterală care nu poate fi sintetizată doar în domeniul picturii sau a celei de teoretician al artei, ci a cuprins de-a lungul timpului și direcții colaterale cum ar fi proiecte de mobilier modern, editare de reviste culturale (Coulin fiind fondatorul revistei Die Karpathen din Brașov), sistematizare urbană precum și domeniul graficii de carte (exemplu în acest sens stând ilustrarea unui volum de poezii al lui Adolf Meschendörfer publicat în anul 1906 și care a fost considerat a fi prima grafică de carte executată în spiritul secesiunii transilvănene). În ansamblul său, abordarea teoretică pe care Coulin a îmbrățișat-o a fost o artă înscrisă în curentele modernității epocii în care a trait.
Pictorul s-a format la München sub tutela școlii germane a sfârșitului de secol al  XIX-lea, dominat de maeștrii ca Wilhelm Leibl sau Franz von Lenbach, pictorii Carl Schuch, Hans Thoma, Arnold Böcklin, Max Slevigt, Fritz von Uhde, Wilhelm Trubner, Lovis Corinth, Franz von Stuck care reprezentau curente importante cum au fost realismul, impresionismul, istorismul, naturalismul, Jungendstil sau simbolismul, la toate aceste alipindu-se  în mod evident operele vechilor maeștri existente în marile muzee. În opera lui Coulin se regăsesc elemente înnoitoare ale curentelor existente, dar ceea ce-l definește în creația sa este puternica influență a naturalismului german al sfârșitului de secol precum și arta lui Wilhelm Liebl, contemporanii săi spunând “naturalismul lui Leibl a fost pentru Coulin un far călăuzitor”. Gândirea artistică i-a fost marcată de maeștrii școlii müncheneze Leibl și Feuerbach, călătoriile de studii în Viena, Budapesta și Berlin sau Italia precum și experiența pe care Coulin a acumulat-o la tabăra de pictură de la Baia Mare, el încadrându-se în zona unui modernism moderat. În călătoriile sale ia contact cu arta modernă franceză sau engleză, așa cum a fost expoziția Ausstellung alterer englischer Kunst ce era organizată de către contele Seckendorf la Academia de Arte Frumoase din Berlin în anul 1908. Aici a observat distincția și eleganța portretisticii lui Thomas Gainsborough, Joshua Reynolds și Thomas Lawrence.

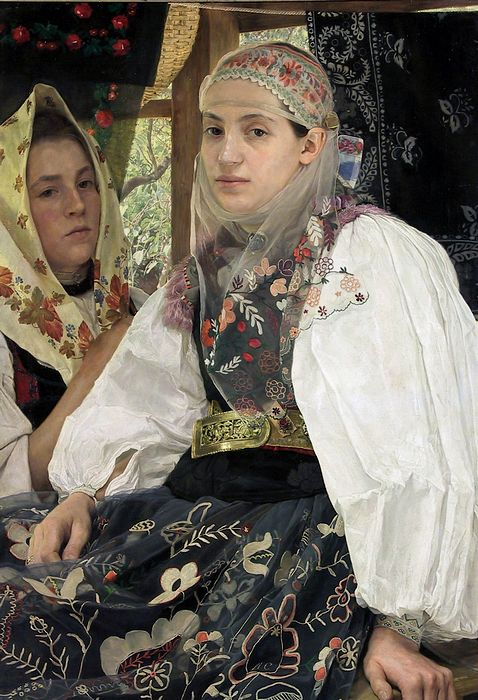
„Ţărănci din Ţara Bârsei (Săsoaică şi secuiancă)„ (1903),
Muzeul Brukenthal

Programatic, Coulin militează pentru tactica pașilor mărunți în introducerea de elemente novatoare în creația sa, astfel el nu merge până la părăsirea lecțiilor lui Leibl, deoarece are nevoie de reperele tradiționale cu ajutorul cărora va asimila progresiv înnoirile stilistice. O astfel de tactică care folosea structurile tradiționale cu elemente novatoare era adeseori abordată de artiștii sfârșitului de secol XIX. Această manieră plină de elemente de Jungendstil se suprapune pe stil academist, alternând cu abordări postimpresioniste, impresioniste și de Art Nouveau.
Privind în ansamblu întreaga opera a lui Arthur Coulin se constată o predispoziție a artistului pentru portretistică și o preocupare asiduă pentru redarea figurii umane. Stilul Art Nouveau se bucura de o mare popularitate  în Transilvania suprapunându-se natural și deci, firesc, peste portretistica tradițională transilvăneană.
Harald Krasser a identificat în monografia pe care a publicat-o în anul 1970 două perioade distincte în creația lui Arthur Coulin. Prima etapă, numită etapa transilvăneană de după anul 1891, este cea în care artistul se întoarce de la studiile pe care le-a făcut în capitala bavareză. Această perioadă este caracterizată stilistic printr-un realism naturalist, prin care Coulin realizează portrete realiste, adeseori comandate de către personalitățile vremii. Lucrările executate evidențiază predilecția pentru descendența leibliană în compoziție, precum și încadrarea portretului în interioare care accentuează personalitatea lui. Ultima trăsătură, cea a interiorului, poate fi asimilată ca fiind de factură tradițională prin comparație cu pictura lui Beidermeier foarte apreciată de consumatorul de artă transilvănean. Arthur Coulin folosește acest stil realist ce are grad important de obiectivitate față de motivul invocat, totul bazându-se pe reprezentarea detaliată de elemente indisolubil legate de realitatea înconjurătoare. Utilizarea liniilor riguroase și ferme care accentuează și definesc formele într-o cromatică echilibrată în raport cu umbrele și lumina, duc la realizarea unei armonii între grafica și elementele picturale. În etapele ulterioare de dezvoltare artistică ale pictorului, accentuarea contururilor se va estompa, desenul devine mai spontan iar folosirea culorii pare a fi instinctuală, într-o pensulație fină și fluidă fără a neglija detaliile cu eleganță și delicatețe. Din această perioadă, semnificative sunt portretele mitropolitului Ioan Mețianu, Fată la tors’’, Țărănci din Țara Bârsei’’, Săsoaică și secuiancă’’, Portret de fată, etc. Portretul lui Ioan Mețianu impresionează prin naturalețea pozei, a reprezentării, prin eleganța de manieră clasică a realizării mâinilor și a chipului, pregnant legată de lumina ce pare că radiază în jurul personajului. Elementele de recuzită dau o senzație aproape tactilă, cu acorduri de mare finețe ilustrate în dispunerea genială a culorii.

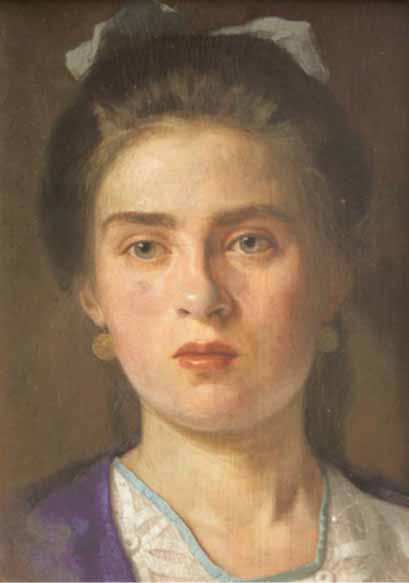
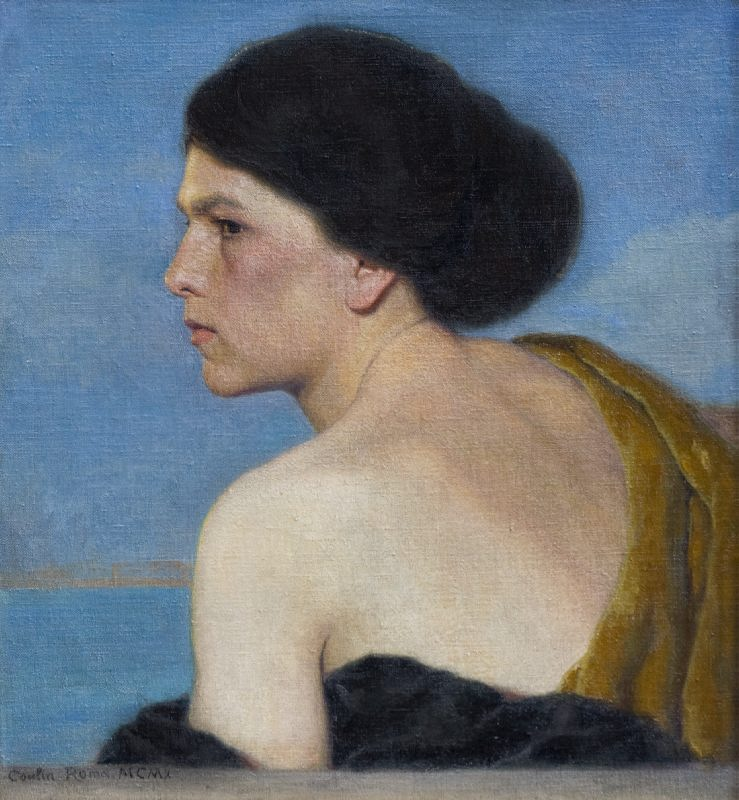
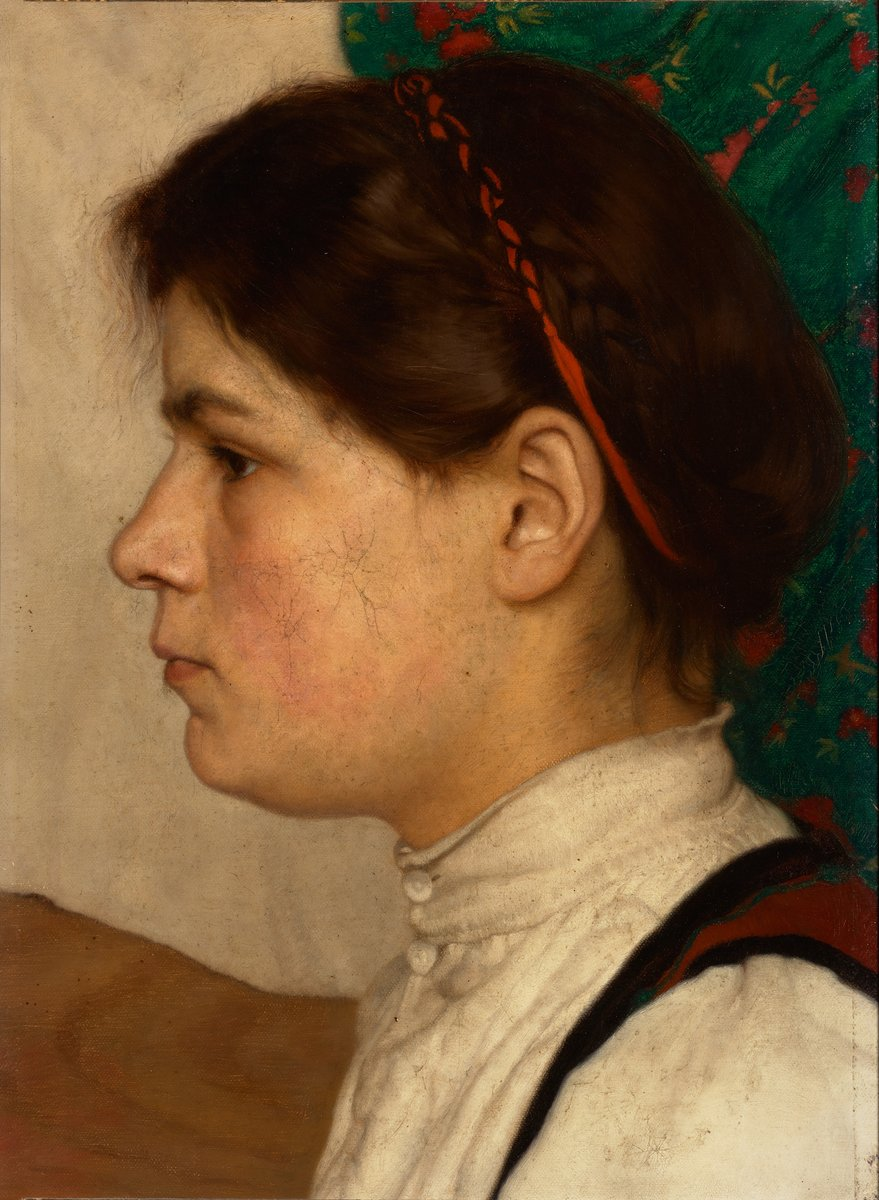
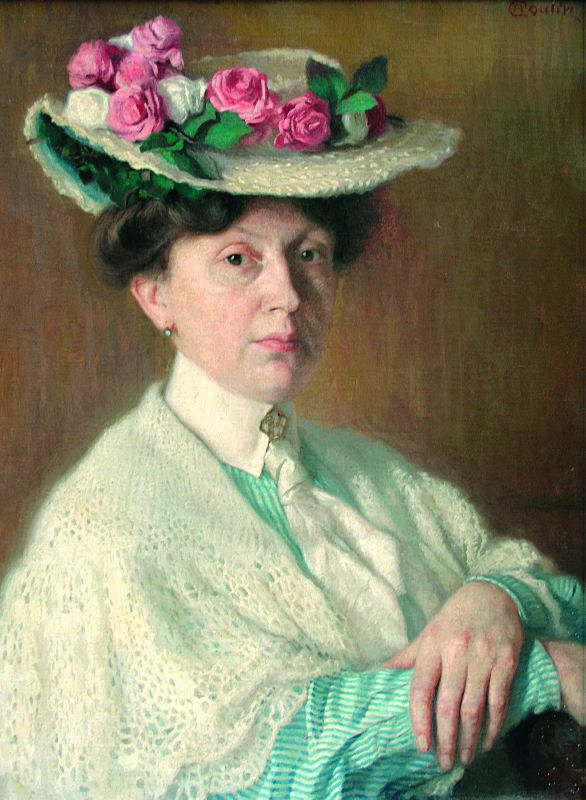
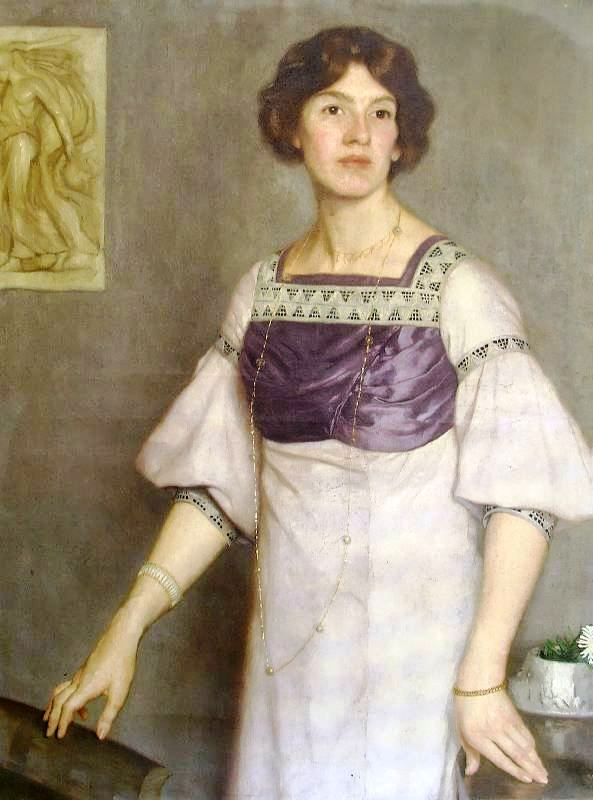
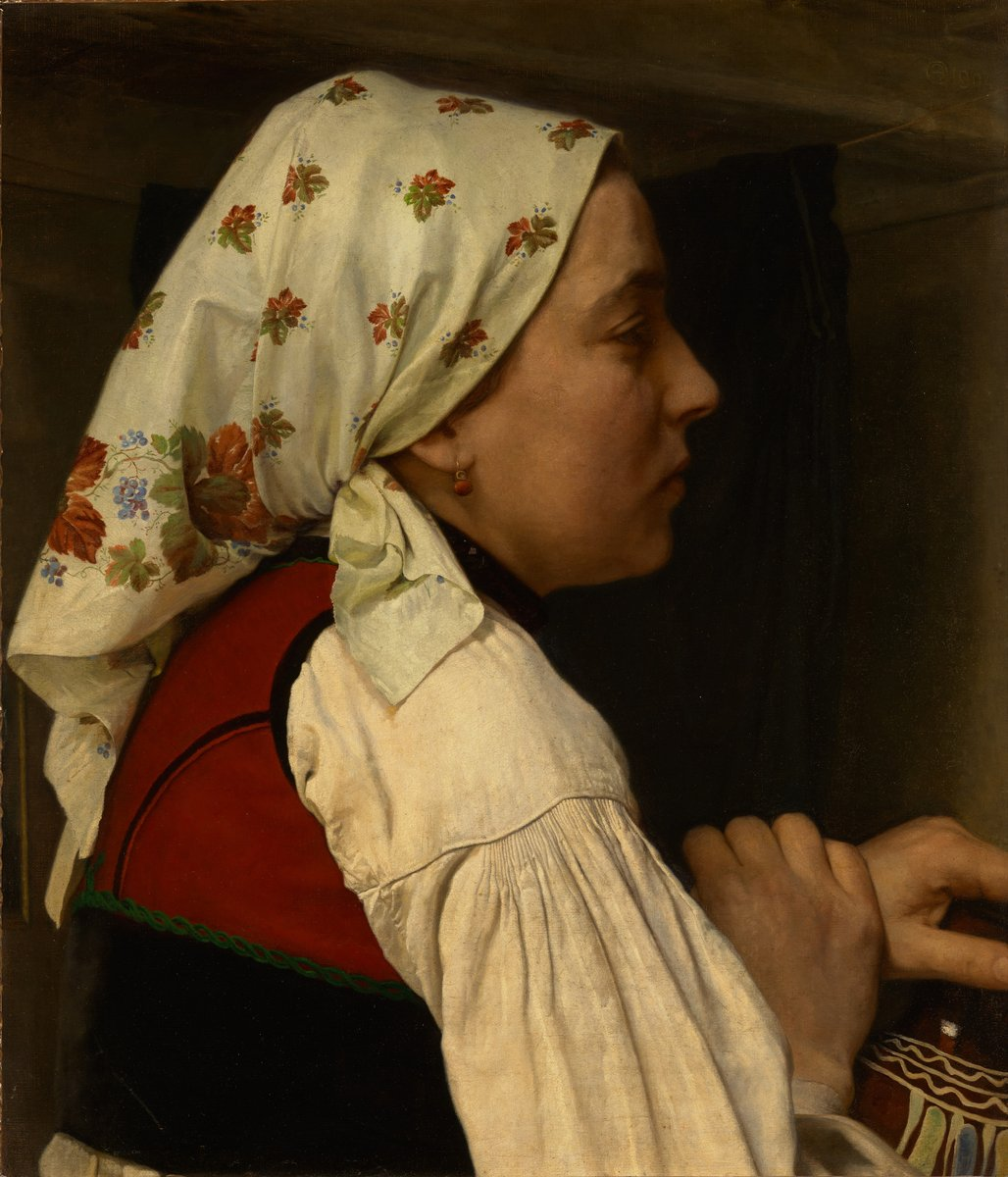

A doua etapă, este etapa italiană de după anul 1900, când vizitează Italia ca beneficiar al unor burse de studii. În anul 1908 vizitează Roma unde locuiește împreună cu familia la vila Maddalena de la Cervara, proprietate a lui Robert Wellmann care oferea multor pictori transilvăneni ocazia să lucreze înconjurați de o atmosferă de basm plină de inspirație creatoare. Această perioadă dă un impuls creației sale. Vila în care locuia era construită în zona Munților Sabini într-un peisaj sălbatic de o rară frumusețe. Aici, Arthur Coulin este preocupat de funcționalitatea luminii, descompunerea și construirea formelor și realizarea de reprezentări picturale în care aplicarea tușelor devine mai amplă și deci mai ușoară. Așa cum spuneau criticii vremii, Coulin scapă de șabloanele budapestane, urmând genul peisagistic în care simplificarea și limpezirea compozițiilor ca și punerea accentului pe expresie și formă devin o preocupare de netăgăduit. Totuși, portretul rămâne în preferința artistului, el câștigând noi valențe. Peisajul nu a fost o atracție importantă de-a lungul carierei sale, el fiind abordat cu precădere ca fundal al compozițiilor figurale. Lucrările gen peisaj, realizate după anul 1900 nu sunt prea importante în panoplia creației sale. De cele mai multe ori ele redau imagini ale împrejurimilor localităților Sibiu, Dumbrăveni, Brașov sau Cisnădioara și acestea sunt prea puțin influențate de experiențele acumulate de artist pe timpul șederii sale în Italia. Ca lucrare importantă în care se pot vedea influențele din perioada italiană, rămâne cu preponderență compoziția „Fata cu fluturele”. De asemenea, alături de peisaj, perioada italiană se caracterizează și de apariția în creația lui Coulin a lucrărilor și studiilor de nud.

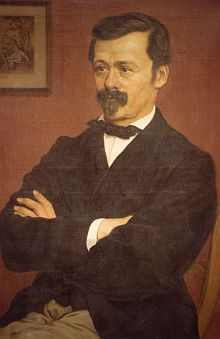
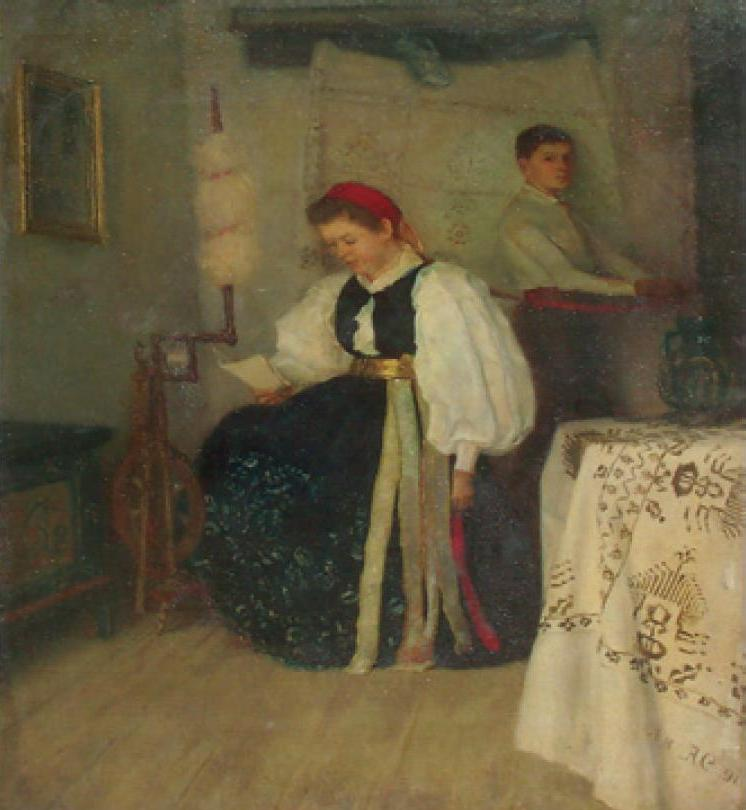
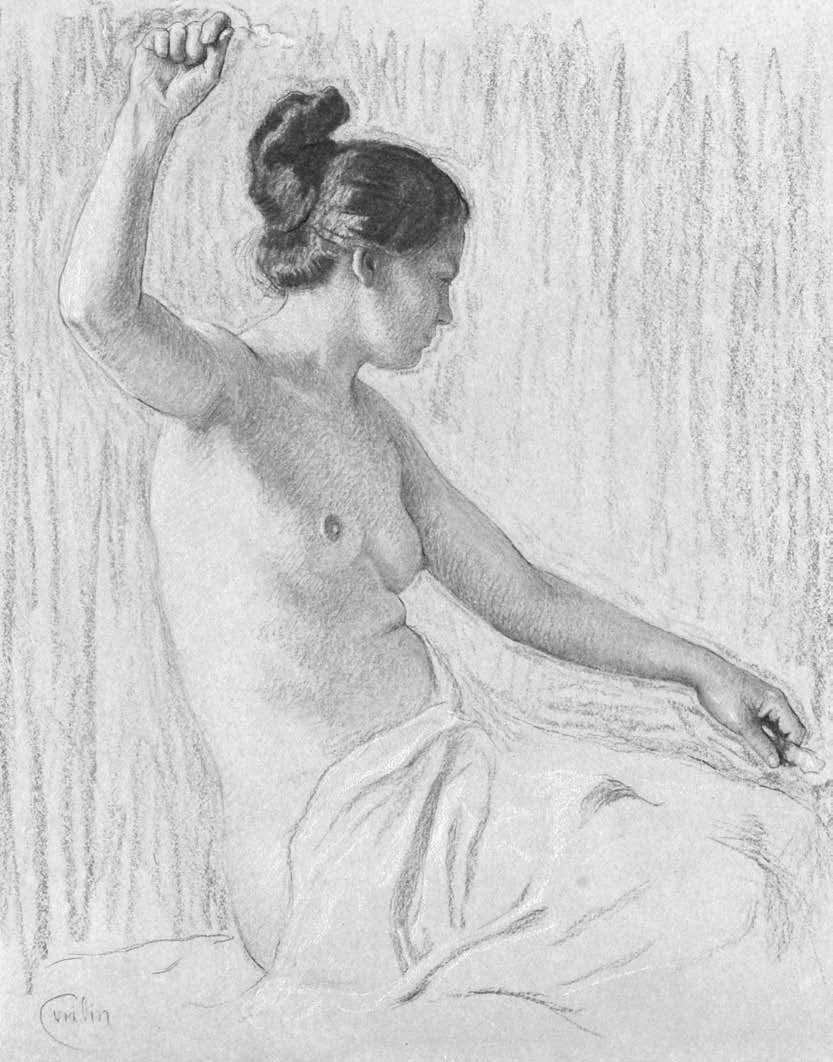
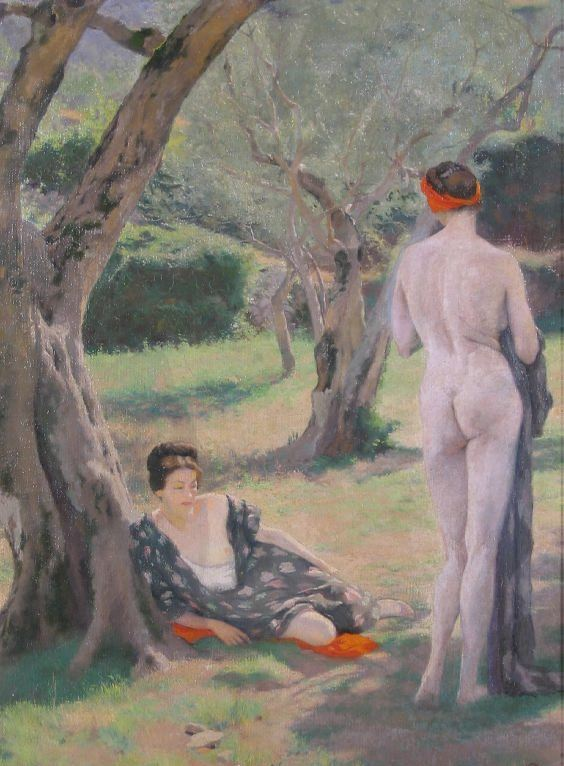
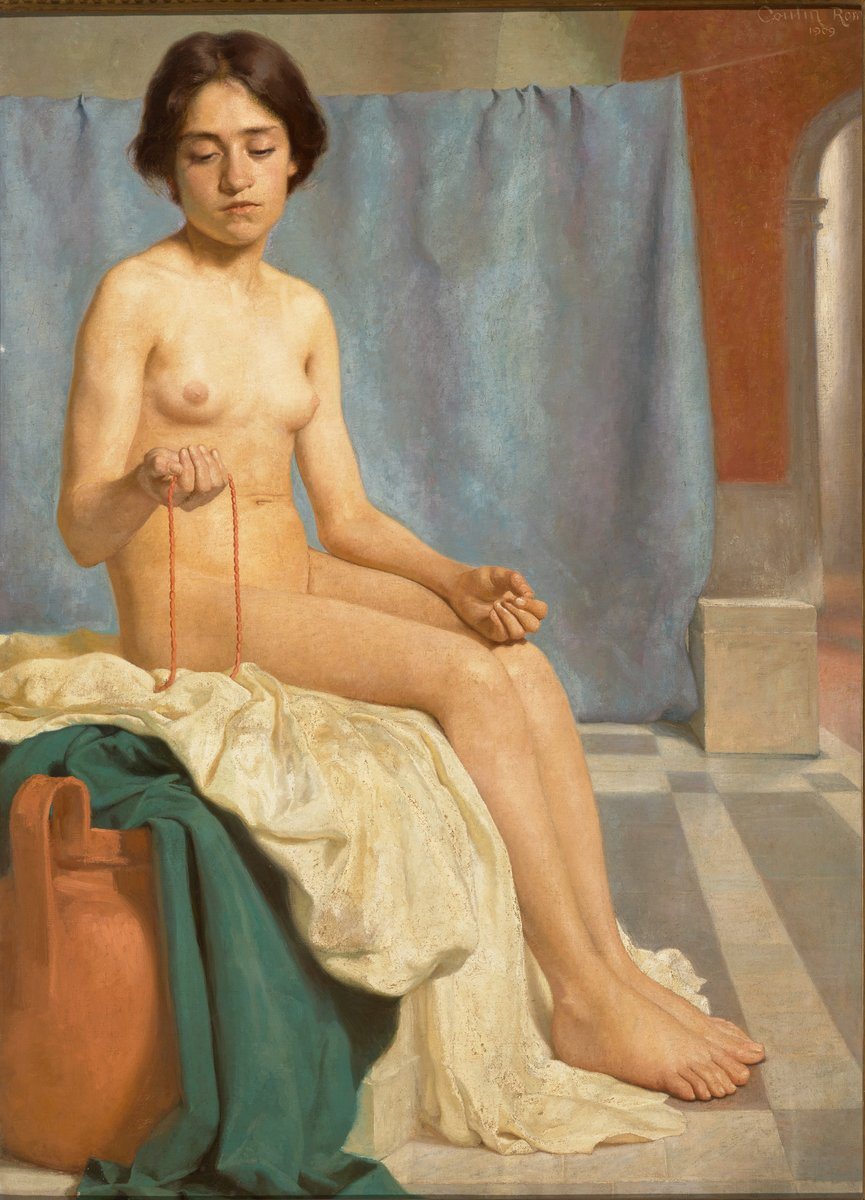
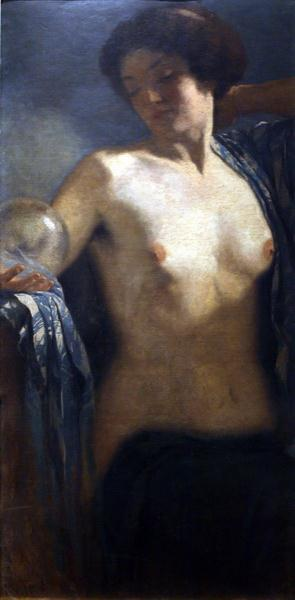
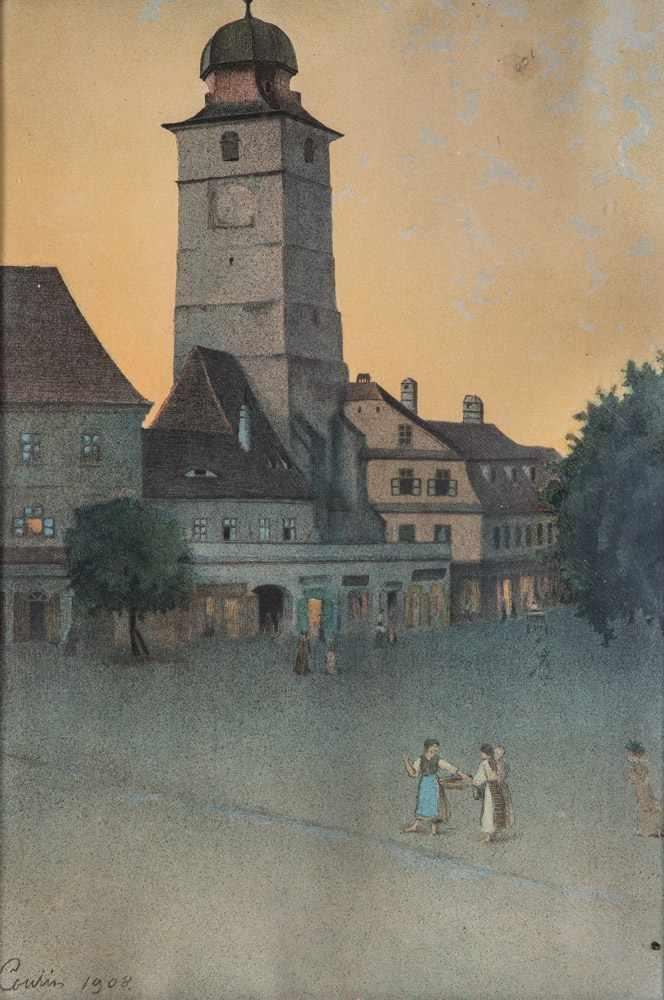
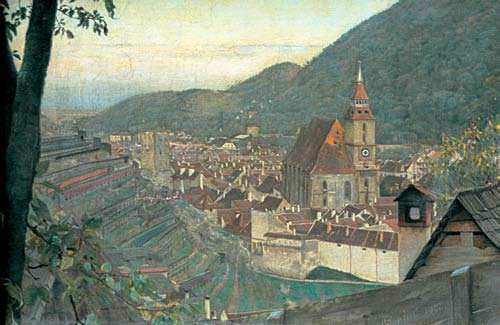
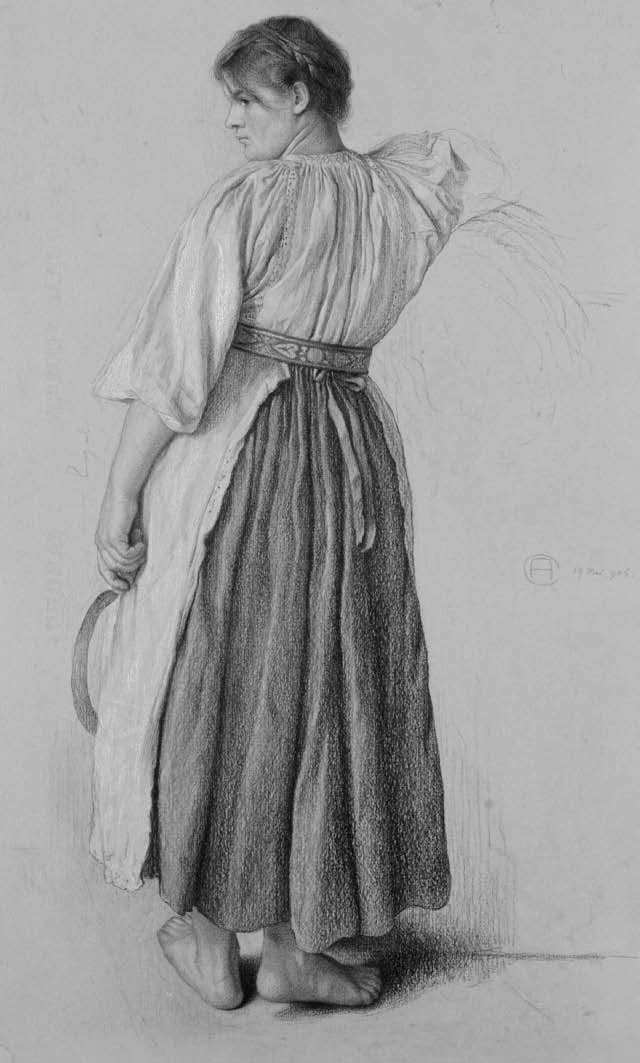
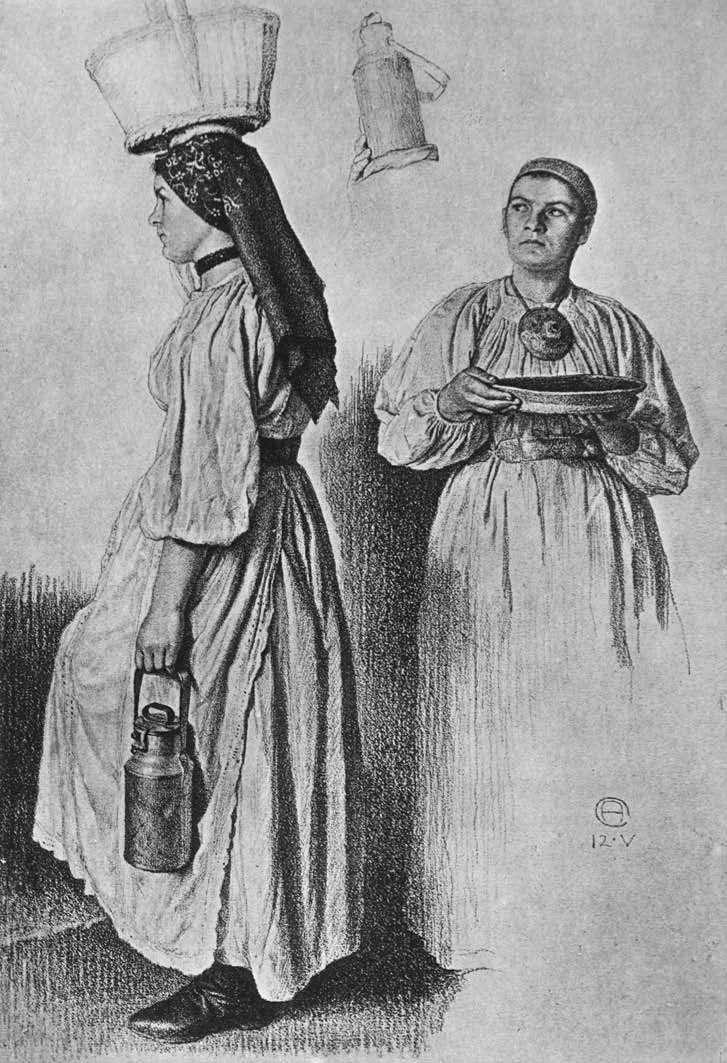
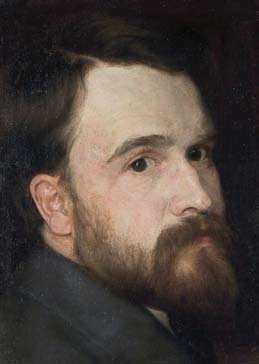
Autoportret, cca 1910
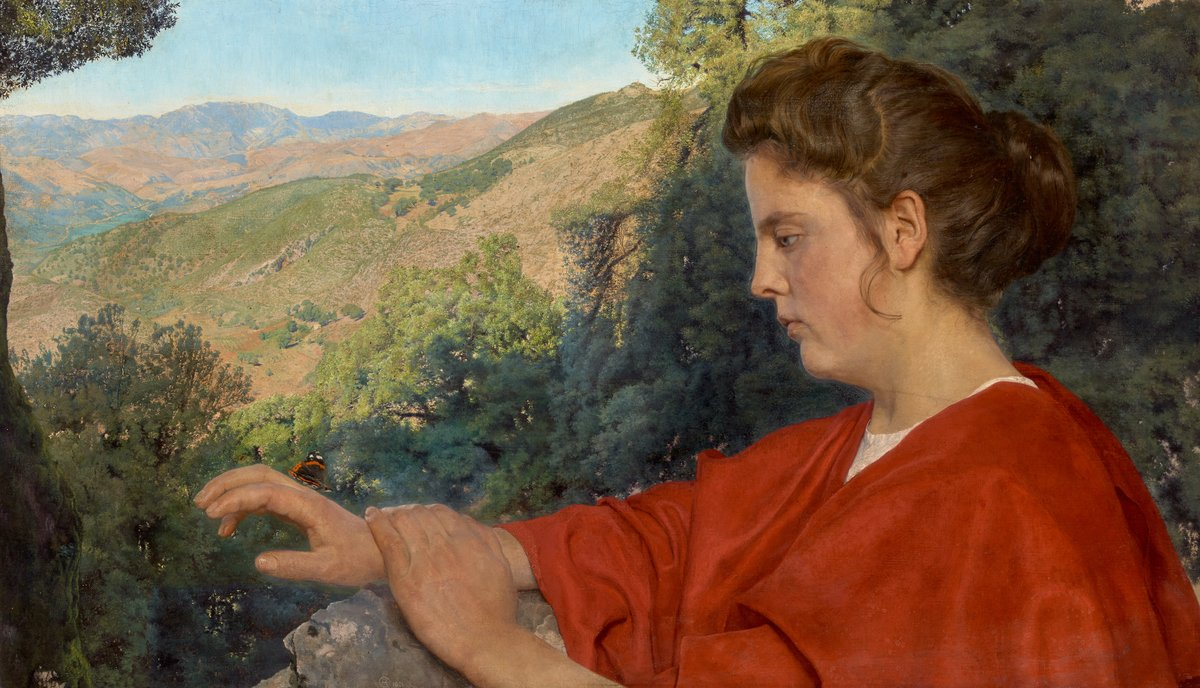
„Din Italia (fata cu fluturele)”, 1901
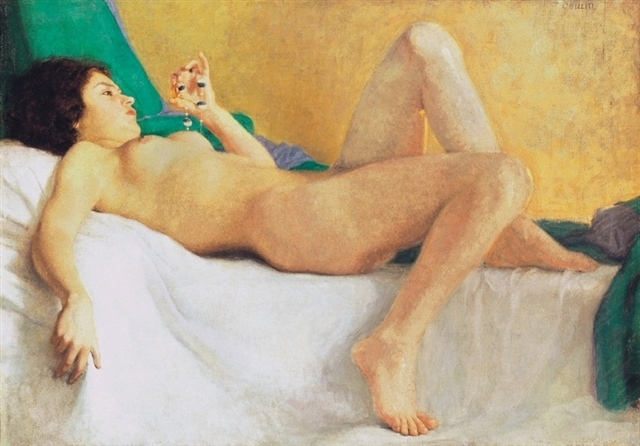

Dintre picturile sale cele mai cunoscute sunt: Mireasa pictorului (1896); În fața samovarului (1898); Cap de copil (1900); Din Italia, Fata cu fluturele (1911, aflat la Galeria Națională a Ungariei, Budapesta); Țărănci din Țara Bârsei (1903, din colecția Brukenthal, Sibiu); Portret Pucheria Smigelschi (1904); Țărancă româncă (1905); Violonista Olga Coulin (1908); Autoportret (1910); La cămin, țărancă italiancă (1911, inclus în Galeria Brukenthal, Sibiu); Împărtășanie, biserica evanghelică din Henndorf (1911); În livada de măslini (1911, Galeria Brukenthal, Sibiu).
Asemenea multor artiști Arthur Coulin s-a preocupat de decorațiuni interioare și proiecte de mobilier, inspirându-se în acest sens din creația și tradiția sașilor transilvăneni. În anul 1908 cu ocazia bazarului de Crăciun organizat de Asociația Sebastian Hann a fost expus un jilț realizat de către tâmplarul Wilhelm Gottschling după un desen de Coulin.
Pentru a avea o imagine completă asupra activității sale artistice, trebuie menționată colaborarea lui Coulin cu Octavian Smigelschi pentru realizarea picturii murale a Catedralei Mitropolitate din Sibiu din perioada anilor 1904 - 1905. Acest demers, critica de specialitate comentează că nu ar fi avut o importanță nici măcar minoră asupra evoluției sale artistice.
Nu în ultimul rând, trebuie amintit că anii de formare artistică ai lui Arthur Coulin au fost unii dintre cei mai fervenți de la sfârșitul secolului al XIX-lea. În spațiul artistic germanic în ultimul deceniu al secolului au avut loc trei momente secesioniste: „Secesiunea muncheneză” (Münchner Sezession - 1892), „Secesiunea vieneză” (1897), și „Secesiunea berlineză” (Berliner Sezession - 1898). Cele trei secesiuni au deschis calea de afirmare a dizidenților față de maniera academistă propagată cu succes de către München Künstlergenossenschaft (prescurtat MKG - cea mai veche asociație a artiștilor independenți din Bavaria, fondată în anul 1856) și care a fost condusă o bună bucată de timp de vătre Hugo Bürgel și din care făceau parte Walter Firle, Fritz Baer, Karl Marr, Johann Sperl și Wilhelm Leibl. În toate aceste mișcări artistice erau implicați pictori, arhitecți, artiști plastici și graficieni. Asimilând toate teoriile vehiculate care accentuau, extindeau și defineau rolul artistului în societate, Arthur Coulin se întoarce în Transilvania cu o dorință profundă de implicare în susținerea ideilor novatoare care pun artistul în centrul vieții sociale. În concepția lui Coulin, artistul este în egală măsură pedagog și creator. Privind din perspectiva vieții de atunci din Transilvania, inițiativele lui Coulin erau de o modernitate temerară în raport cu valorile tradiționale. Pentru a contrabalansa balanța dintre tradiționalism și modernitate, Arthur Coulin se implică în redactarea și publicarea de articole programatice în ziarele Kronstädter Zeitung și Siebenbürgisch-Deutsches Tageblatt sub titlul Unsere bildende Kunst (Artele noastre vizuale) și Ein Verein für heimische Kunstbestrebungen (O asociație pentru eforturile artistice naționale). În articolele publicate, Coulin explică poziția și rolul artei în societate folosind argumente ce fac trimitere la analistul istoriei artei europene, John Ruskin. Toate aceste teorii folosesc concepte generoase ca imaginație, frumusețe, adevăr, natură, energie și nu în ultimul rând voință, totul pentru a revitaliza o lume artistică considerată în amorțire. Astfel, Arthur Coulin fixează chiar din introducerea articolelor sale   demersul său în europenitate și militează pentru a înscrie astfel de programe cultural-artistice pe un circuit european.
„Prin artă, noi înțelegem domeniul foarte larg al lucrurilor ale căror forme vizibile au fost create de un spirit sensibil și o mână școlită, adică toată casa și ce cuprinde ea, orașul cu piețele și străzile sale, în consecință promovarea artei înseamnă pentru noi să conferim tuturor acestor lucruri un caracter propriu și anume unul care rezultă din caracterul poporului nostru”— Arthur Coulin, Unsere bildende Kunst, în Siebenbürgisch-Deutsches Tageblatt nr. 9192 din 16 martie 1904, nr. 9195 din 19 martie 1904, nr. 9196 din 20 martie 1904
„Pentru dezvoltarea armonioasă a orașului, ar fi bine dacă cel puțin ar fi consultată o comisie artistică în cazul unor asemenea lucrări de interes public, ca să se evite măcar acele monstruozități de prost gust, care vor să reprezinte ceva, dar care, în stilul lor de ultimă speță, sunt mai regretabile decât orice simplitate primitivă.
(...) Unde începe să domnească un simț artistic purificat, acolo în scurt timp fiecare stradă sau piață, fiecare spațiu și obiect va prinde formă în mod practic și util, cu o frumusețe elegantă. Din toate aceste locuri și spații publice sau particulare, din tablouri și obiecte de uz casnic ne va vorbi nouă, care prin contactul continuu cu ele vom fi învățat limbajul lor, simțirea populară cuprinsă în forme și culori. Și acest limbaj fără cuvinte, constant în toate schimbările vieții va elimina încetul cu încetul barbaria din noi, trezindu-ne simțul pentru frumos și bun gust”— Arthur Coulin, Ein Verein für heimische Kunstbestrebungen, în Siebenbürgisch-Deutsches Tageblatt, XXXI, 16 noiembrie 1904, nr. 9396

## Expoziții
| Expozițiile importante la care a participat sunt următoarele: |
| --- |
| - 1887 - Expoziția Internațională de la Sibiu, prima expoziție importantă la care participă - 1888 - Expoziția Autohtonă de la Sibiu, prima ediție - 1889 - Expoziția Autohtonă de la Sibiu, a doua ediție - 1890 - Expoziția Autohtonă de la Sibiu, a treia ediție - 1895 - Expoziția de primăvară a Societății artiștilor maghiari - 1897 - Expoziția de primăvară de la Budapesta - 1897 - A VI-a Expoziție internațională de la München - 1898 - Expoziția Salonului de Iarnă al Asociației Artelor Plastice - 1901 - Expoziția de primăvară de la Budapesta. Lucrarea „Din Italia” este achiziționată de stat. - 1903 - Expoziția locală a meseriașilor de la Sibiu - 1905 - Expoziția internațională de la Budapesta - 1907 - Expoziția de Crăciun organizată de „Asociația Sebastian Hann” la Sibiu - 1910 - Expoziția de artă de la Berlin - 1910 - Expoziția de iarnă de la Budapesta - 1911 - Expoziția de iarnă de la Budapesta - 1911 - Expoziția de artă de la Berlin - 1912 - Expoziția societății artiștilor germani de la Roma |

## Critică de artă
- Harald Krasser

„Sensibilă la căutările uneia dintre cele mai frământate epoci din istoria artei moderne, personalitatea lui Coulin, diversificată prin contactul strâns cu mișcarea artistică a țărilor din Occident, a întrunit ecourile curentelor contemporane cu discernământ și permanentă grijă pentru puritatea viziunii proprii.”—Harald Krasser - Arthur Coulin, Editura Meridiane, București, 1975, p.45

## Biografie cronologică

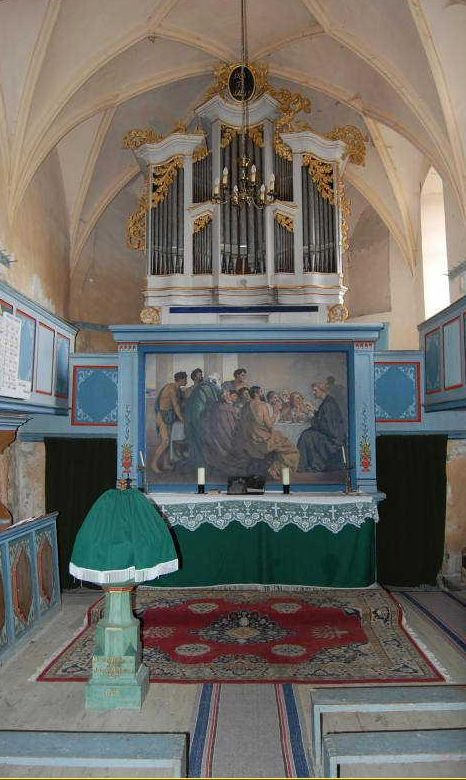
Arthur Coulin - Cina cea de taină (1911) - Altarul Bisericii fortificate din Brădeni

Arthur Coulin se naște la 20 septembrie 1869 la Sibiu, fiul lui Nicolas Coulin și al Rosei Karolina (n. Mathias).
- 1870 -- 1880 – Familia Coulin se mută la Brașov, unde face primii ani de școală.
- 1881 -- 1888 – Familia revine la Sibiu după moartea tatălui său. Primește lecții de desen de la Carl Dörschlag. Este coleg cu Robert Wellman, Fritz Schullerus și Octavian Smigelschi. Studiază la Gimnaziul Evanghelic.
- 1887 – Participă la Expoziția internațională de artă de la Sibiu.
- 1888 – Urmează la Graz cursurile Școlii Stiriene de Arte și Meserii (Steirische Kunst und Gewerbeschule) și susține bacalaureatul. Participă la a doua expoziție periodică autohtonă de la Sibiu.
- 1889 – Urmează cursurile Academiei Regale de Arte Frumoase din München (Königlich Bayerischen Akademie der Bildenden Künste), la clasa de desen a profesorului Gabriel Hackl, avându-i colegi de clasă pe Robert Wellman și Fritz Schullerus. Participă la a doua expoziție anuală de artă autohtonă de la Sibiu.
- 1890 – Participă la a treia expoziție de artă autohtonă de la Sibiu și trece la clasa de pictură a lui Ludwig von Löfftz.
- 1891 – Abandonează studiile din motive financiare și revine la Sibiu.
- 1892 – Se mută la Budapesta. Lucrează într-un atelier fotografic.
- 1894 – O cunoaște Olga Fogarascher. și desfășoară o activitate artistică intensă.
- 1895 – Participă la expoziția de primăvară a Societății artiștilor maghiari.
- 1897 – Se căsătorește cu Olga Fogarascher și participă la expoziția de primăvară de la Budapesta și la a VII - a expoziție internațională de la München.
- 1898 – Obține un mare succes la Salonul de Iarnă al Asociației Artelor plastice cu lucrarea În fața samovarului și primește o bursă de stat.
- 1899 – Își petrece vara în colonia artistică de la Baia Mare.
- 1900 – Lucrează cu Robert Wellman în colonia de la Cervara di Roma fiind susținut financiar de o bursă de stat ce-i permite să călătorească în Italia.
- 1901 – Revine din Italia și se stabilește la Brașov. Deschide expoziții personale la Brașov, Sighișoara și Sibiu. Participă la expoziția de primăvară de la Budapesta. Lucrarea Din Italia este achiziționată de stat și lucrează alături de Friedrich Miess în atelierul său din Brașov.
- 1902 – Deschide expoziție personală la Brașov.
- 1903 – Participă la expoziția Societății meseriașilor din Sibiu. Împreună cu Adolf Meschendörfer și Ernst Kühlbrandt, fondează Societatea Prietenilor Artei, lucrarea Țărănci din Țara Bârsei este achiziționat de Muzeul Brukenthal din Sibiu.
- 1904 – Publică articolul programatic „Arta noastră plastică” (Unsere bildende Kunst). Colaborează cu Octavian Smigelschi pentru realizarea picturii murale și a iconostasului catedralei ortodoxe din Sibiu. Este membru fondator al „Asociației Sebastian Hann”.
- 1905 – Călătorește la Viena. Participă la expoziția internațională de la Budapesta și la expoziții organizate de „Asociația Sebastian Hann” la Sibiu și Brașov.
- 1906 – Participă la expoziția de Crăciun organizată de „Asociația Sebastian Hann” la Sibiu.
- 1907 – Apare revista „Die Karpathen”, editată de Adolf Meschendörfer. Coulin se numără printre colaboratorii săi. Călătorește la München.
- 1908 – Câștigă premiul Fraknói la Berlin. În septembrie deschide o expoziție la Sibiu. Se mută la Roma.
- 1909 – Participă la mai multe expoziții organizate la Budapesta și la expoziția de portrete a „Asociației Sebastian Hann” de la Sibiu.
- 1910 – Participă la marea expoziție de artă de la Berlin, la expoziția „Asociației Sebastian Hann” de la Sighișoara și la expoziția de iarnă de la Budapesta.
- 1911 – Termină lucrarea Cina cea de Taină pentru altarul bisericii fortificate din Brădeni. Participă la expoziția de iarnă de la Budapesta și la marea expoziție de artă de la Berlin.
- 1912 – Participă la expoziția societății artiștilor germani de la Roma. Se supune la două intervenții chirurgicale pentru tratarea cancerului de limbă de care suferă. Termină lucrarea Zrinyi la Roma, expusă în Casa artiștilor din Budapesta. Călătorește la Sibiu și Stettin. Încetează din viață la Heidelberg, în 9 noiembrie 1912.
- 1913 – Expoziții comemorative la Budapesta, Brașov și Sibiu.
- 1927 – Lucrările sale figurează în expoziția artiștilor transilvăneni de la Halle.
- 1932 -- 1933 – Expoziții comemorative la Sibiu și Brașov.
- 1941 -- 1942 – Lucrările sale figurează în „Expoziția artiștilor germani din România” de la Berlin.
- 1969 – Expoziție comemorativă la Muzeul Brukenthal Sibiu.
- 1970 – Apare la editura Meridiane monografia lui Harald Krasser, Arthur Coulin.
- 1994 – Lucrările sale figurează în expoziția „Arta germană din Transilvania în secolele XV-XX”, Muzeul Național Brukenthal Sibiu.
- 2007 – Lucrările sale figurează în expozițiile „Confluențe. Repere europene în arta transilvăneană” și „Pictori din Transilvania în centre artistice din Transilvania”, organizate de Muzeul Național Brukenthal Sibiu.
- 2008 - Lucrările sale figurează în expoziția „Artiști Brașoveni Uitați 1700-1950”, Muzeul de Artă Brașov.
- 2009 -- 2010 – Expoziție Arthur Coulin la Muzeul de Artă Brașov și Muzeul Național Brukenthal Sibiu.